# Les Cheetah Girls : Un monde unique
Série Les Cheetah Girls
Les Cheetah Girls 2
(2006)
Pour plus de détails, voir Fiche technique et Distribution.
Les Cheetah Girls : Un monde unique est un téléfilm américain de la collection des Disney Channel Original Movie. Il a été diffusé le 22 août 2008 aux États-Unis. En France, le film a été diffusé le 20 janvier 2009 sur Disney Channel. Au Québec, le film a été diffusé le 27 février 2009 sur VRAK.TV.

## Synopsis
Dans ce troisième et ultime volet de leurs aventures, Chanel (Adrienne Bailon), Dorinda (Sabrina Bryan) et Aqua (Kiely Williams) viennent d'être diplômées et de terminer le lycée. Dorénavant, elles se questionnent sur l'avenir du groupe et de leur amitié. En effet c'est leur dernier été ensemble car elles iront à des universités différentes à la rentrée. Galleria (Raven-Symoné) les a déjà quittées et est partie à Londres pour ses études. Un coup de fil de de Vikram, un jeune réalisateur d'origine indienne, va potentiellement changer leur destin. Celui-ci recherche des actrices pour jouer dans son film et, séduit par le charisme et l’énergie du groupe, il va décider d'inviter les filles à venir à Bollywood en Inde pour participer à son premier film. Plutôt enthousiastes à l'idée d’éventuels premiers pas cinématographiques, les trois amies quittent l'Amérique et embarquent donc pour un voyage au pays des Tigres. Là-bas, elles découvriront les traditions ainsi que le folklore indiens mais pourront également faire de nouvelles rencontres tant amicales qu'amoureuses. Pourtant et à leur très grande surprise, le producteur et oncle de Vikram, Kamal, souhaite finalement engager une seule fille parmi les trois pour le rôle de l’héroïne du film. La compétition va donc commencer pour Chanel, Dorinda et Aqua, mettant à rude épreuve leur amitié. Alors qu'elles se font pourtant la promesse de faire passer leur amitié avant tout et de rester honnêtes l'une envers l'autre, de nombreuses situations susceptibles de donner l'avantage aux unes comme aux autres vont se produire pour chacune d'entre elles faisant ainsi naître de la jalousie au sein du trio. Plus que jamais, l'amitié des Cheetahs sera fragilisée. Mais l'amitié de notre trio est-elle plus forte que la réussite personnelle de chacune ? Voudront-elles préserver leurs liens et ainsi le groupe ou plutôt, pour l'une d'entre elles, rompre ces liens si forts et continuer en solo ?

## Les Cheetah Girls

### Chanel
C'est la chanteuse principale du groupe. Fière de ses origines hispaniques, elle parle deux langues : l'anglais et l'espagnol. Chanel montre sa culture et son éducation à toutes ses amies Cheetah ainsi qu'à ses nouveaux amis de l'Inde. Elle a des goûts de luxe et elle aime prendre soin des autres. Dans ce troisième opus, Chanel va vouloir se démarquer des autres notamment en voulant obtenir le premier rôle du film de Vikram et pour ce faire, elle va mettre en avant ses talents en chant. Elle sera finalement retenue mais par amitié pour Dorinda et Aqua, elle décidera d'abandonner le rôle. C'est Adrienne Bailon qui incarne le rôle de Chanel..

### Dorinda
En tant que danseuse principale du groupe, elle excelle dans ce domaine et plus particulièrement en danse hip-hop. Elle a été adoptée petite et pour elle, les Cheetah représente sa famille. Dorinda utilise son style hip-hop dans toutes les chorégraphies et apprend les pas indiens pour être excellente à Bollywood. Comme Chanel, Dorinda va concourir pour devenir l'actrice principale du film de Vikram et exposera son incroyable talent en danse. Elle ne sera finalement pas choisie par le réalisateur indien, cédant la place à son amie. C'est Sabrina Bryan qui joue le rôle de Dorinda.

### Aqua
Aqua est "l'artiste'' du groupe et se fait remarquer dans le domaine de la comédie. Plus posée et réfléchie que ses deux amies, Aqua s'avère également être la plus mature. Elle décide également d'entrer en concurrence avec ses deux amies pour le rôle principal et afin de séduire Vikram, elle met en avant ses talents de comédienne mais ne sera finalement pas non plus retenue pour le rôle. C'est Kiely Williams qui incarne Aqua.

## Nouveaux personnages

### Vikram
Vikram est un jeune homme cherchant à faire ses premiers pas en tant que réalisateur à Bollywood. Lorsqu'il rencontre les Cheetah, il est à la recherche d'actrices pour son futur film. Il tombe sous le charme du groupe et décide de les faire venir en Inde pour pouvoir éventuellement les faire jouer dans son film. Vikram est souvent en conflit avec Khamal, son oncle qui est à la fois le producteur de son film. Les disputes entre les deux personnages apportent de multiples complications dans la réalisation et le casting du film. C'est Michael Steger qui joue le rôle de Vikram (Vik).

### Rahim
Rahim est une star adulée à Bollywood. Il a tout pour lui : la beauté, le charme mais aussi une carrière à succès et une horde de fans prête à tout pour lui. Au-delà de son aspect de star bollywoodienne intouchable et à la plastique parfaite, Rahim s'avère être quelqu'un de maladroit dans la vie de tous les jours, ne sachant absolument pas comment s'y prendre avec la femme dont il est fou amoureux : Gita. Dans le film, il devient particulièrement proche de Dorinda, qui va aider ce dernier à combattre sa timidité et sa maladresse pour oser faire le premier pas avec Gita. C'est Rupak Ginn qui joue le rôle de Rahim.

### Gita
Gita est une jeune chorégraphe indienne, travaillent pour les grands réalisateurs indiens, que les Cheetah rencontrent à leur arrivée aux studios de Bollywood. Au départ, le personnage de Gita semble être légèrement arrogant méprisant ainsi les trois américaines en leur rappelant qu'elles ne connaissent rien de l'Inde ainsi que de sa culture du Bollywood. Au fur et à mesure, Gita deviendra l'amie des Cheetah et finira par les aider dans leur aventure indienne. Gita est réciproquement amoureuse de Rahim mais s'avère être, tout comme lui, d'une extrême maladresse et d'une timidité grandissante lorsqu'elle doit se retrouver face à ce dernier. Elle pourra ainsi compter sur l'aide des Cheetah pour débuter une relation avec lui. C'est l'actrice Deepti Daryanani qui joue le rôle de Gita.

### Amar
Amar est un jeune indien, fils d'une famille très aisée indienne. Dans le film, il est le mystérieux garçon inconnu avec laquelle Aqua entretient une relation ''virtuelle'' depuis des semaines. Sans le savoir, c'est sa venue en Inde qui va rendre possible la rencontre entre les deux personnages. Amar va vite tomber amoureux d'Aqua et cette dernière pourra compter sur son soutien pour avoir le premier rôle du film de Vikram. Amar est un personnage doté d'une grande générosité puisqu'il aidera Vikram dans la réalisation de son film en mettant notamment à disposition son palais pour éviter au réalisateur de trop gros soucis financiers. C'est Kunal Sherma qui joue le rôle de Amar.

## Fiche technique
- Titre original : The Cheeath Girls One World
- Réalisation : Paul Hoen
- Musique : David Lawrence
- Chorégraphie : Fatima Robinson
- Costumes : Mona May
- Producteur : Don Schain
- Distribution : Disney Channel
- Budget : 25 000 000 $ US
- Langue : anglais
- Dates de sortie :
  -  États-Unis : 22 août 2008
  -  France : 20 janvier 2009
  -  Québec : 27 février 2009

## Distribution
- Adrienne Bailon (VF : Dorothée Pousséo) : Chanel Simmons
- Sabrina Bryan (VF : Karine Foviau) : Dorinda Thomas
- Kiely Williams (VF : Sylvie Jacob) : Aquanetta Walker
- Michael Steger (VF : Paolo Domingo) : Vikram Bhatia
- Deepti Daryanani (VF : Olivia Luccioni) : Gita
- Rupak Ginn (VF : Damien Boisseau) : Rahim Khan
- Kunal Sherma (VF : Pascal Nowak) : Amar
- Roshan Seth (VF : Jacques Bouanich) : Oncle Kamal Bhatia
- Vinod Naspal : Swami
- Samita Hai : La mère de Amar
- Shradha Shrivastav : Cousin de Amar
- Sujata Kumar : Chef du restaurant
- J. Bradon Hill : Marty
- Vatsal Seth : lui-même

## Sorties internationales
| Pays         | Chaîne                                                        | Date             |
| ------------ | ------------------------------------------------------------- | ---------------- |
| États-Unis   | Disney Channel                                                | 22 août 2008     |
| Canada (fr)  | VRAK.TV                                                       | 27 février 2009  |
| France       | Disney Channel France                                         | 20 janvier 2009  |
| Inde         | Disney Channel India                                          | 28 octobre 2008  |
| Royaume-Uni  | Disney Channel UK & Ireland                                   | 30 janvier 2009  |
| Moyen-Orient | Disney Channel Middle East, MBC2, MBC Max, MBC Persia et MBC4 | 24 janvier 2009  |
| Argentine    | Disney Channel                                                | 2 novembre 2008  |
| Chili        | Disney Channel                                                | 9 novembre 2008  |
| Brésil       | Disney Channel Brazil                                         | 16 novembre 2008 |
| Mexique      | Disney Channel                                                | 16 novembre 2008 |
| Asie         | Disney Channel Asia                                           | 30 novembre 2008 |
| Espagne      | Disney Channel Espana                                         | 20 décembre 2008 |
| Allemagne    | Disney Channel Deutschland                                    | 23 janvier 2009  |
| Italie       | Disney Channel Italia                                         | 31 janvier 2009  |

## DestinationLes Cheetah Girls: Un monde unique
Le programme Destination Les Cheetah Girls : Un monde unique parle des coulisses de la production du film. Cette série est formée de 9 épisodes (soit chaque semaine un épisode) et il a été diffusé en France à partir du 29 novembre 2008.

## Succès aux États-Unis
Le film a été diffusé sur Disney Channel (États-Unis) le 22 août 2008 et a été regardé par plus de 6,2 millions de téléspectateurs, moins qu'attendu en raison de la diffusion de la cérémonie de clôture des Jeux Olympiques à Pékin sur NBC. Toutefois le film est moins que le précédent qui avait 8.1 millions de téléspectateurs et se classe avec Camp Rock comme les deux premiers films de l'été 2008 aux États-Unis pour les enfants (tranche 6-11 et 9-14 ans) d'après le Nielsen Media Research. Ainsi que dans les dernières 30 minutes le film a été regardé par 7 millions de téléspectateurs.

## Bande originale
Le CD audio des chansons du film sera en vente aux États-Unis le 19 août et comprend 12 chansons. Le bande originale est disponible en France depuis le 19 janvier 2009.
- Cheetah Love par Les Cheetah Girls
- Dig a Little Deeper par Les Cheetah Girls
- Dance Me If You Can par Les Cheetah Girls
- Fly Away par Les Cheetah Girls
- Stand Up par Adrienne Bailon
- What If par Adrienne Bailon
- I'm the One par Les Cheetah Girls
- No Place Like Us par Les Cheetah Girls
- One World par Les Cheetah Girls
- Feels Like Love par Les Cheetah Girls
- Crazy on the Dance Floor par Sabrina Bryan
- Circle Game par Kiely Williams

La bande originale du film a été sur les charts de Billboard 200 et a pris le numéro 13. Ainsi que pendant sa première semaine 34000 copies ont été vendues.

## Sorties DVD/Blu-Ray
Le film sort en Zone 1 en DVD et en Zone A au format Blu-Ray le 16 décembre 2008. Cette sortie vidéo comporte les caractéristiques suivantes :
- Bande sonore : Anglais (Dolby Digital 5.1), Espagnol(Dolby Digital 5.1), Anglais (Uncompressed 48 kHz/24-bit)
- Sous-titres : Anglais, Espagnol

À noter que l'espagnol est seulement dans sa sortie Blu-Ray.
- Bonus :

1. Clips
2. Chansons Supprimées
3. Reportage sur la Mode
4. Fun Facts
5. Bonus Internet

Ainsi que le film sort en DVD en Zone 2 le 22 avril 2009 sous le titre de "Les Cheetah Girls : Un Monde Unique Version Longue Inédite". Cette sortie vidéo comporte les caractéristiques suivantes :
- Bande sonore : Français (Dolby Digital 5.1), Anglais (Dolby Digital 5.1)
- Sous-titres : Français et Anglais
- Bonus:

1. 3 clips vidéos : Cheetah Love, Dance Me If You Can et One World
2. Des séquences musicales inédites "Feels Like Love"
3. Bêtisier
4. "Bouger avec le film" (chantons ensemble en anglais)
5. Coulisses du tournage

## Autour du film
Comme pour High School Musical 2, chaque semaine un petit épisode sur les coulisses de la production va être diffusé le 29 novembre 2008 sur Disney Channel France et diffusé le 16 mai 2008 sur Disney Channel aux États-Unis. C'est la suite de Les Cheetah Girls 2 et c'est le premier film des Cheetah Girls dans lequel Raven-Symoné (alias Galleria) ne sera pas l'actrice principale car elle était en train de tourner Papa, la fac et moi, tourné et sortit en même temps que ce 3e opus. Lynn Whitfield (qui jouait la mère de Galleria) ne sera pas dans le film. Whitney Houston qui était la productrice exécutive des deux premiers films ne l'est plus pour celui-ci. La production du film a commencé en janvier 2008. Comme pour High School Musical 2, il a été possible aux téléspectateurs de voter sur certains aspects du film entre le 31 décembre et le 1er février. Adrienne Bailon a annoncé que les Cheetah Girls auront au moins un solo chacune.